# Gornja Trstenica
Gornja Trstenica falu Horvátországban, Sziszek-Monoszló megyében. Közigazgatásilag Gvozd községhez tartozik.

## Fekvése
Sziszektől légvonalban 34, közúton 53 km-re délnyugatra, Károlyvárostól légvonalban 33, közúton 57 km-re délkeletre, községközpontjától légvonalban 8, közúton 13 km-re északkeletre, a Kordun keleti részén, az úgynevezett Báni végvidéken, a Vrginmostról Lasinjára vezető főúttól keletre, Bović mellett, a Golinja-patak két partján fekszik. Főbb településrészei Arlovi, Jakšići, Simići, Vukovići, Zimonje, Šarovi, Kvrkići és Ogluvine az itt élő családok nevét viselik.

## Története
A település a  környék számos településéhez hasonlóan a 17. század vége felé népesült be, amikor Bosznia területéről menekülő pravoszláv szerbek érkeztek ide. A falu a katonai határőrvidék része lett. A 18. század közepén megalakult a Glina központú első báni ezred, melynek fennhatósága alá ez a vidék is tartozott. 1881-ben megszűnt a katonai közigazgatás. A településnek 1857-ben 540, 1910-ben 682 lakosa volt. Zágráb vármegye Vrginmosti járásához tartozott. Lakói szegény földművesek voltak. 1918-ban az új szerb-horvát-szlovén állam, majd később Jugoszlávia része lett. A második világháború idején szerb többségű lakossága részben elmenekült, de sokakat meggyilkoltak, elhurcoltak, mások pedig partizánnak álltak. 1941 decemberében az ellenséges erők teljesen lerombolták a települést. A faluból 160-an vettek részt a felszabadító harcokban, közülük 46-an harcosként estek el a harcok során, míg 159 főt az usztasák és a németek gyilkoltak meg, 37-en a tífuszjárvány áldozatai lettek és további 4 lakos lett a harcok áldozata. A település teljes embervesztesége 246 fő volt.
A háború után megindult az újjáépítés. A délszláv háború idején szerb lakossága a jugoszláv és szerb erőket támogatta. A Krajinai Szerb Köztársaság része volt. A horvát hadsereg a Vihar hadművelet keretében 1995. augusztus 7-én foglalta vissza települést, melyet teljesen leromboltak. A szerb lakosság elmenekült, de később sokan visszatértek. 2011-ben 88 lakosa volt, akik főként mezőgazdasággal és állattartással foglalkoztak.

## Népesség
| Lakosság változása | Lakosság változása | Lakosság változása | Lakosság változása | Lakosság változása | Lakosság változása | Lakosság változása | Lakosság változása | Lakosság változása | Lakosság változása | Lakosság változása | Lakosság változása | Lakosság változása | Lakosság változása | Lakosság változása | Lakosság változása |
| ------------------ | ------------------ | ------------------ | ------------------ | ------------------ | ------------------ | ------------------ | ------------------ | ------------------ | ------------------ | ------------------ | ------------------ | ------------------ | ------------------ | ------------------ | ------------------ |
| 1857               | 1869               | 1880               | 1890               | 1900               | 1910               | 1921               | 1931               | 1948               | 1953               | 1961               | 1971               | 1981               | 1991               | 2001               | 2011               |
| 540                | 607                | 521                | 614                | 700                | 682                | 626                | 806                | 661                | 684                | 671                | 558                | 441                | 299                | 102                | 88                 |